# Codex Augiensis
Il Codex Augiensis (Gregory-Aland no. Fp o 010) è un manoscritto in greco e latino onciale (cioè maiuscolo) datato approssimativamente al IX secolo. Redatto nello scriptorium dell'Abbazia di Reichenau, trae il suo nome dall'isola Augia felix nel Lago di Costanza, ove risiedeva l'Abbazia. Originariamente conteneva integralmente il testo in greco e latino delle lettere di Paolo, in 136 fogli in pergamena, di formato 23 x 19 cm. Ciò che rimane è costituito da frammenti di (Rom. 1,1-3,19; 1 Cor. 3,8-16; 6,7-14; Col. 2,1-8; Filem. 21-25, Ebrei).
Attualmente è conservato presso il Trinity College (Cat. number: B. XVII. 1) di Cambridge.